# Edith Bouvier Beale
Edith Bouvier Beale (Nueva York, 7 de noviembre de 1917-Bal Harbour, Florida, 14 de enero de 2002) fue una socialite, modelo y artista de cabaré estadounidense. Era prima de Jacqueline Kennedy y de su hermana Lee Radziwill. Es conocida por aparecer con su madre en el documental de 1975, Grey Gardens de Los hermanos Maysles.

## Biografía
Beale nació en la ciudad de Nueva York, la única hija de Phelan Beale, un abogado, y Edith Ewing Bouvier (conocida como "Big Edie"), la hija del socio legal de Phelan, John Vernou Bouvier Jr. Tenía dos hermanos, Phelan Beale Jr. y Bouvier Beale, y tuvo una educación lujosa como parte de la "aristocracia católica" de Estados Unidos. Asistió a The Spence School y se graduó de Miss Porter's School en 1935.
Conocida como "Little Edie", Beale era miembro del Maidstone Country Club de East Hampton. Debutante, fue presentada en sociedad durante un baile en el Hotel Pierre el día de Año Nuevo de 1936. The New York Times informó sobre el evento, donde lució un vestido de rojo blanco con apliques plateados y una corona de gardenias en el pelo.
En octubre de 1971, la policía allanó Grey Gardens y encontró la casa "llena de basura, plagada de olor a gatos y en violación de varias ordenanzas locales". La Junta de Salud del Condado de Suffolk, Nueva York, se preparó para desalojar a Beale y "Big Edie" debido a las condiciones inseguras de la propiedad. Después de la publicidad, la familia de Beale pagó $ 30,000 para renovar la propiedad, liquidar impuestos atrasados y darles a Beale y "Big Edie" un estipendio (los ingresos del fondo fiduciario de las dos mujeres se habían agotado algunos años antes). Se archivaron los procedimientos de desalojo.
La prima de Beale, Lee Radziwill, contrató a los documentalistas Albert y David Maysles en 1972 para trabajar en una película sobre la familia Bouvier. Al principio, los hermanos filmaron a Beale y "Big Edie". El proyecto de la película original no se completó y Radziwill se quedó con las imágenes que se habían filmado de los Beale. Sin embargo, los hermanos Maysles quedaron fascinados por la extraña vida que llevaban las dos mujeres. Después de recaudar fondos para la película y el equipo por su cuenta, regresaron y filmaron 70 horas más de metraje con Beale y Big Edie. La película resultante de 1975, Grey Gardens, es ampliamente considerada una obra maestra del género documental. Más tarde se adaptó como un musical de 2006 del mismo nombre, donde los personajes Lee y Jackie Bouvier aparecen como niños visitantes en retrospectiva. En 2009 apareció una película para televisión de HBO basada en el documental y la historia circundante de la vida de los Beale, también llamada Grey Gardens.
El metraje original de 1972 con Radziwill visitando Beales se lanzó en 2017 como That Summer.
Beale se mudaría a Bal Harbour mediados de 1997. Sería encontrada muerta en 2002 a la edad de 84 años, se creyó que Edith habría muerto días antes de un paro cardíaco.